# Оруэ, Дерлис
Дерлис Рикардо Оруэ Асеведо (исп. Derlis Ricardo Orué Acevedo; 2 января 1989, Сан-Хуан-Непомусено, Парагвай) — парагвайский футболист, полузащитник клуба «Насьональ» и сборной Парагвая.

## Клубная карьера
Начал карьеру, выступая за клубы «Хенераль Диас» и «12 октября». В 2009 году его заметили и пригласили в столичную «Олимпию». В первом сезоне не часто попадал в состав, но уже во втором выиграл конкуренцию и стал одним из ключевых футболистов команды.
В 2011 году перешёл в стан принципиального соперника «Олимпии», «Насьональ». 13 августа в матче против «Соль де Америка» он дебютировал за новую команду. 16 сентября 2012 года в поединке против «Спортиво Карапегуйя» Оруэ забил свой первый гол за Насьональ. В этом же сезоне он помог клубу занять второе место, а через год выиграть парагвайскую Примеру.
В 2014 году помог команде выйти в финал Кубка Либертадорес. Он сыграл в 14 матчах турнира и поразил ворота аргентинских «Арсенала» и «Велес Сарсфилда» и уругвайского «Дефенсор Спортинга».

## Международная карьера
9 октября 2010 года в товарищеском матче против сборной Австралии дебютировал за сборную Парагвая.

## Достижения
Командные
 «Насьональ»
- Чемпионат Парагвая по футболу — Апертура 2013
- Финалист Кубка Либертадорес — 2014